# Pasitele
Pasitele (in greco antico: Πασιτέλης?, Pasitéles; fl. I secolo a.C.) è stato uno scultore, toreuta e scrittore greco antico, forse originario di Taranto e attivo nel I secolo a.C.

## Biografia
Plinio scrive che «Pasiteles [è] nato in una località costiera della Magna Grecia» (Nat. hist., XXXVI, 39-40) ed è vissuto nell'epoca di Pompeo Magno (Nat. hist., XXXVI, 156). Noto come scultore in bronzo e marmo, viene ricordato da Cicerone anche come toreuta (De Divinatione I.36.79). Nell'89 a.C. divenne cittadino romano grazie alla lex Plautia Papiria.

## Attività
Pasitele viene più volte citato da Plinio come autore dei «Quinque volumina nobilium operum in toto orbe» (trad. lett.: «Cinque volumi di opere d'arte famose in tutto il mondo»); non ci sono giunte sue opere né basi firmate, ma la sua attività come scrittore sembra porlo nella tradizione di Senocrate di Sicione e Antigono di Caristo. In questa stessa tradizione, quella di Lisippo e Lisistrato, è possibile leggere anche il passaggio in cui Plinio sembra descriverlo come studioso della natura che lo circondava, narrando un episodio in cui lo scultore rimase quasi ucciso da una pantera mentre ritraeva un leone in gabbia. L'unica sua opera ricordata da Plinio a Roma è uno Iuppiter crisoelefantino (in avorio ed oro) nel tempio di Metello sul Campo Marzio.
A Roma sembra essere stato a capo di una scuola della quale ci sono giunti lavori firmati da almeno due generazioni di allievi: lo scultore Stefano che si firma appunto Πασιτέλους μαθητής (“Discepolo di Pasitele”) e l'allievo di questi Menelao. Attraverso le opere dei suoi allievi è stato ipotizzato per Pasitele stesso un indirizzo neoattico, che confermerebbe in qualche modo la tematica del trattato ricordato da Plinio.